# Національний технічний музей (Прага)
Національний технічний музей — музей, в якому представлені технічні досягнення Чехії, в тому числі колекції розвитку автомобільного, авіаційного, залізничного транспорту, військової техніки, розвитку фотографії, друкарства, астрономії.

## Історія
Музей відкрився у 1908 році. У 1942 р. завершено будівництво нової будівлі, в якій музей знаходиться зараз.

## Зали та експозиції

### Транспорт
Колекція транспортних засобів містить кілька поверхів експозицій.
На першому з них знаходиться автомобільна техніка, яка виготовлялася на підприємствах Чехії, починаючи з перших моделей автомобілів.
Деякі з екземплярів належали відомим політичним та культурним діячам.
У цій же залі розміщені перші зразки аеропланів. Наприклад, перший чеський літак, на якому було здійснено політ на значну відстань.
Досить змістовною є колекція потягів, велосипедів та мотоциклів.

### Історія фотографії
Експозиція містить фотографічне обладнання, зокрема перші моделі для виготовлення фотографій.
Зразки техніки доповнені прикладами зроблених на ній фотознімків.

### Історія друкарства
Окрім стародавніх експонатів, в залі представлено діючі зразки друкарської техніки, за допомогою яких у відвідувачів музею є можливість особисто спостерігати за процесом друку

### Архітектурна експозиція
Містить зменшені копії відомих споруд Чехії.

### Астрономія
Представлені астрономічні прилади та карти зоряного неба.
Гордістю музею є астрономічний годинник, що належав алхіміку та астроному Тіхо Браге.

### Військова техніка
Представлені моделі історичних зразків зброї та різних транспортних засобів чеської армії.

## Галерея експонатів

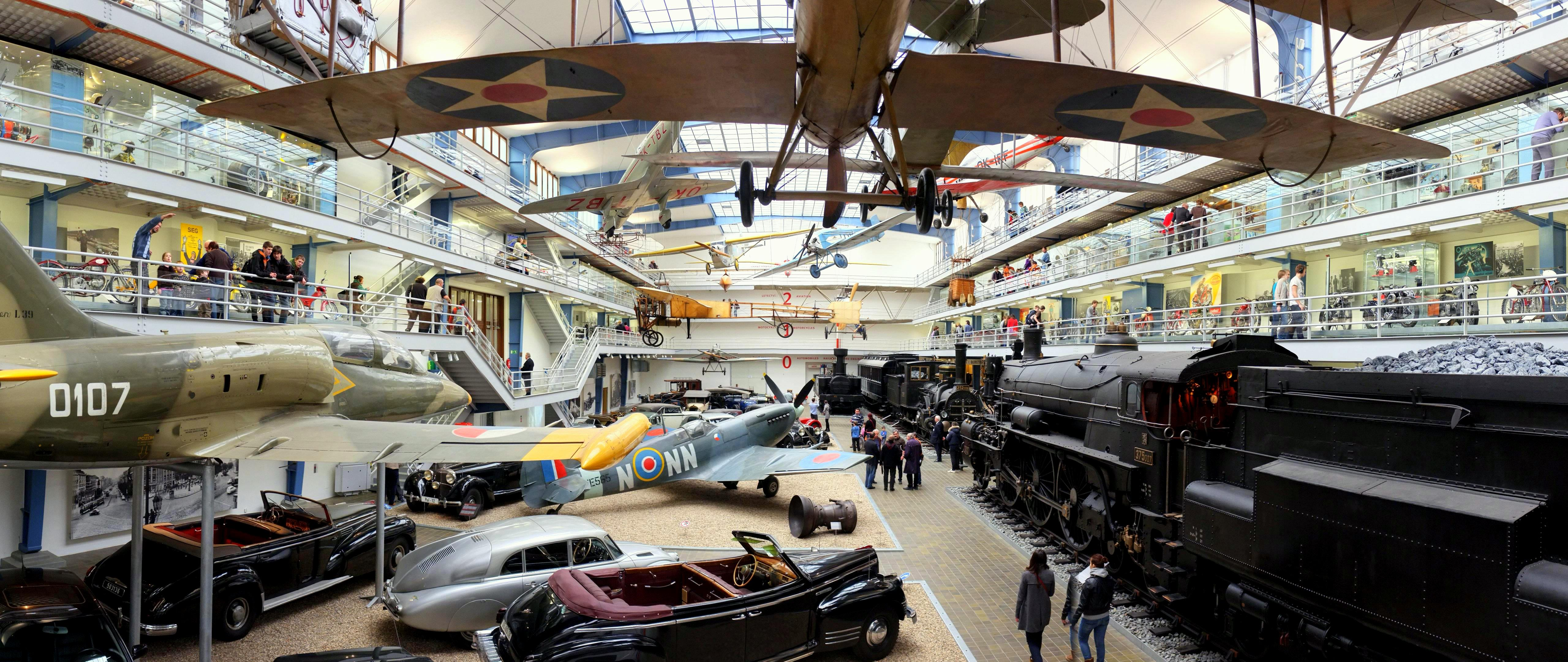
Загальний вигляд зали історії транспорту
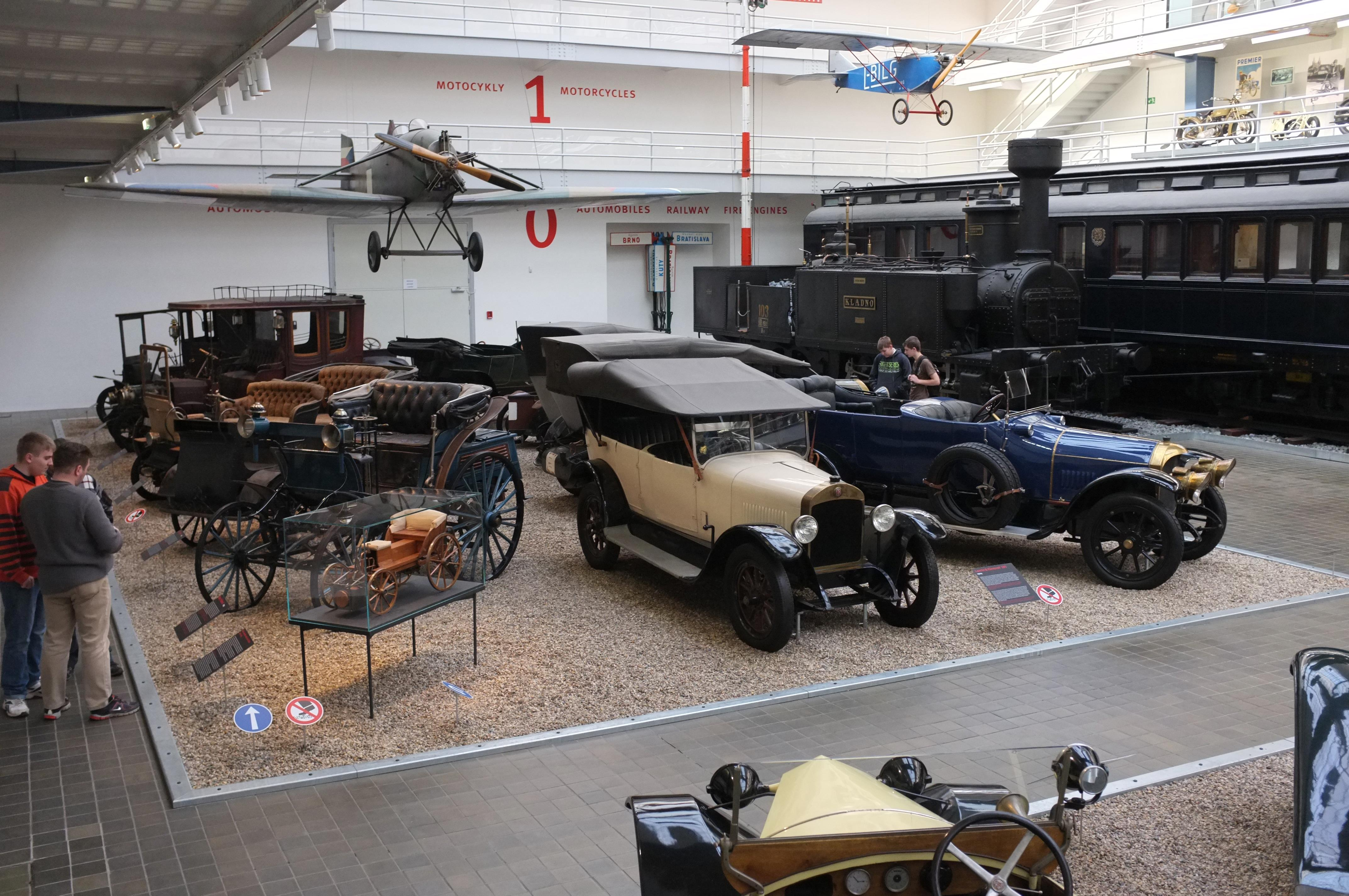
Автомобільна техніка
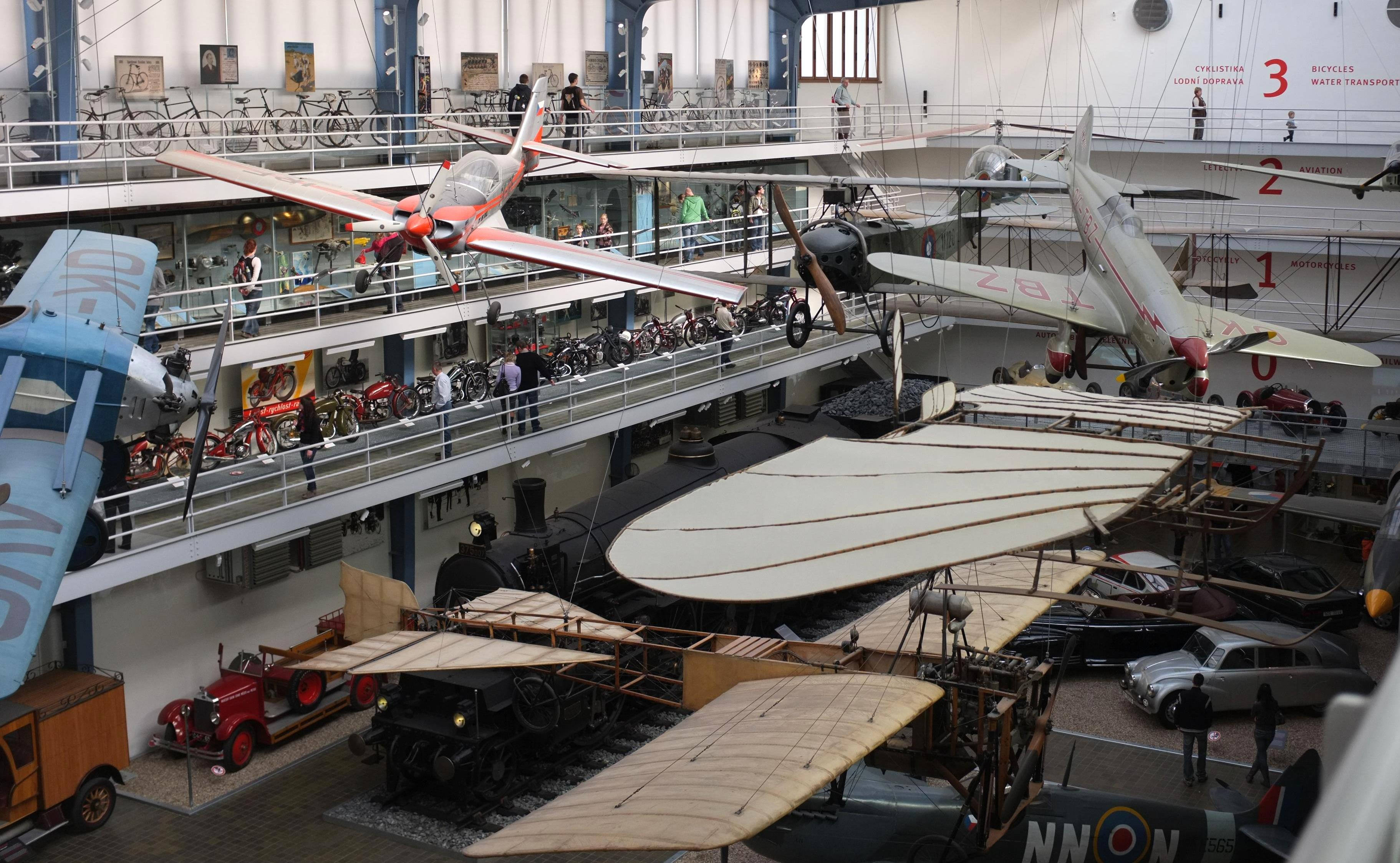
Літальні апарати (2012)
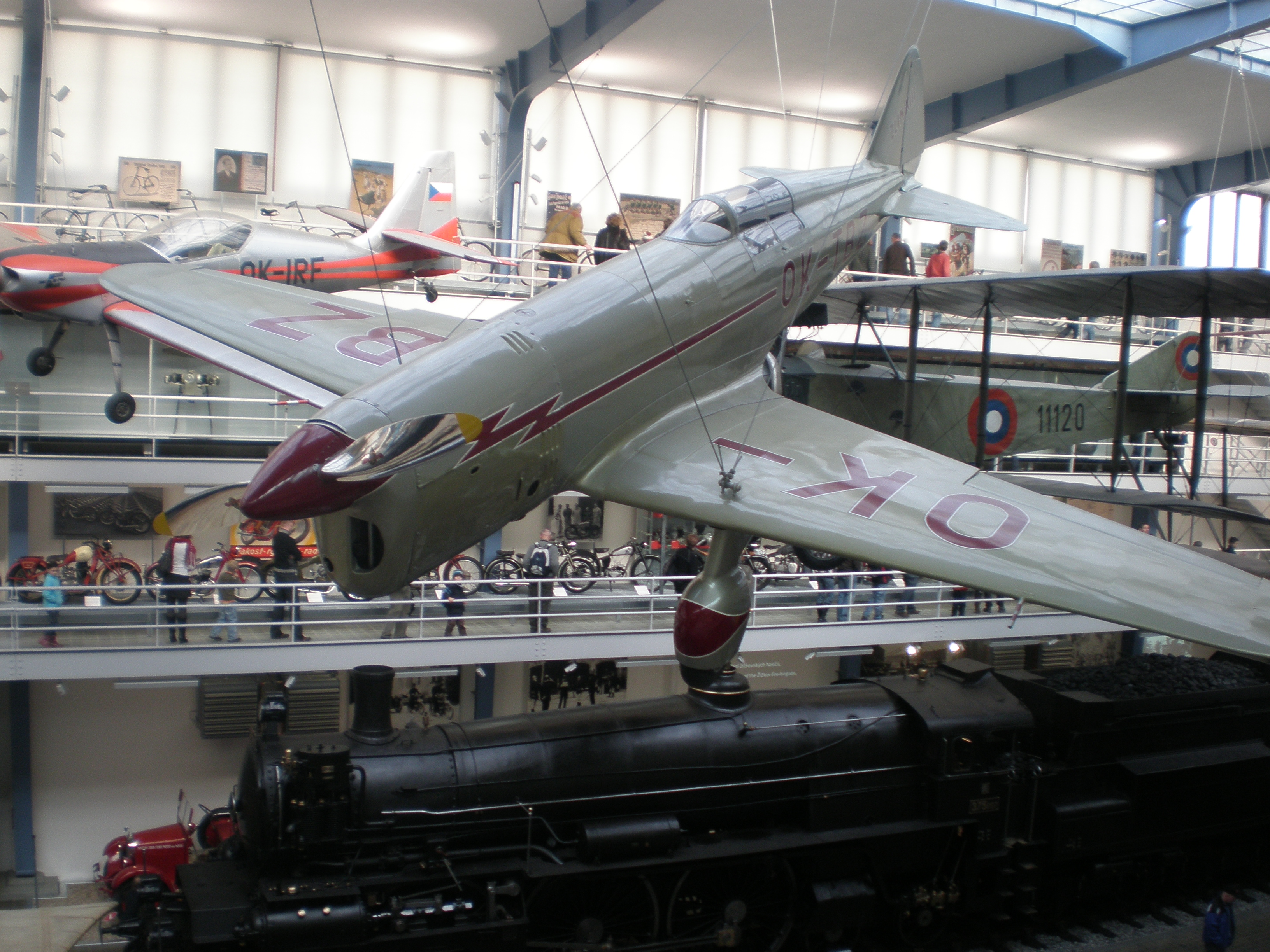
Панорама зали історії транспорту
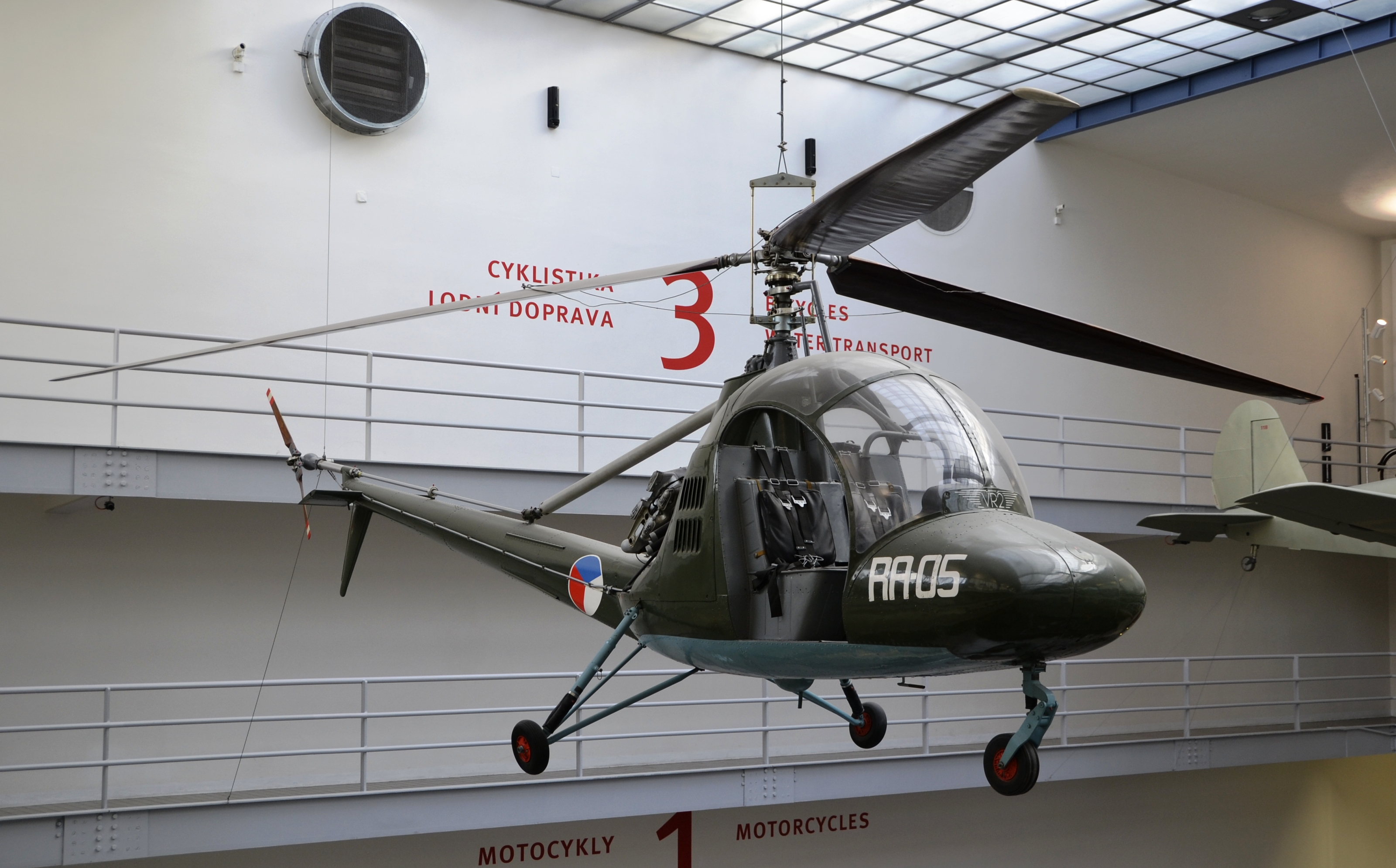
Вертоліт Aero HC-2 Heli Baby
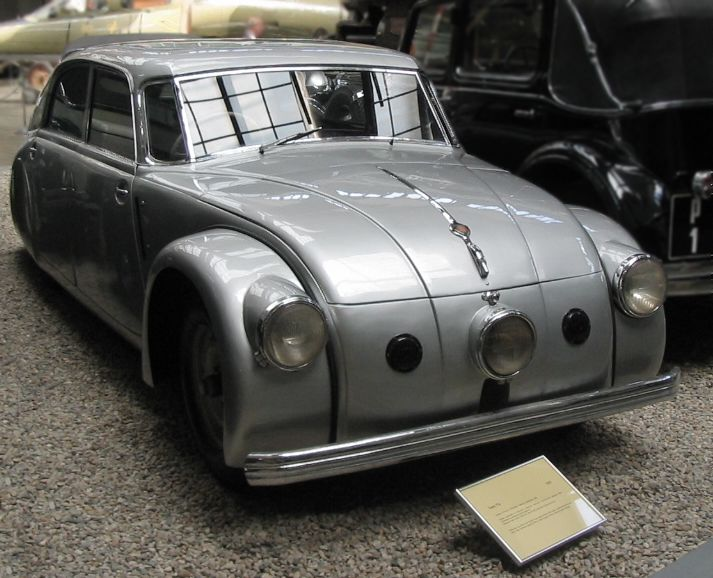
Tatra 77
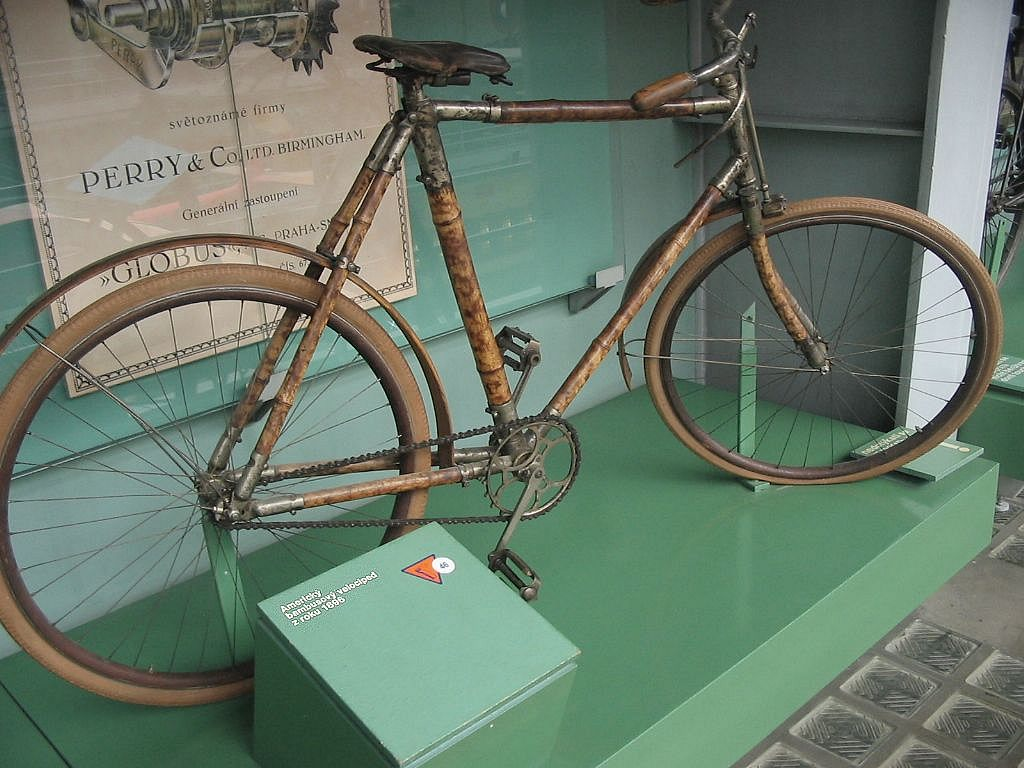
Велосипед
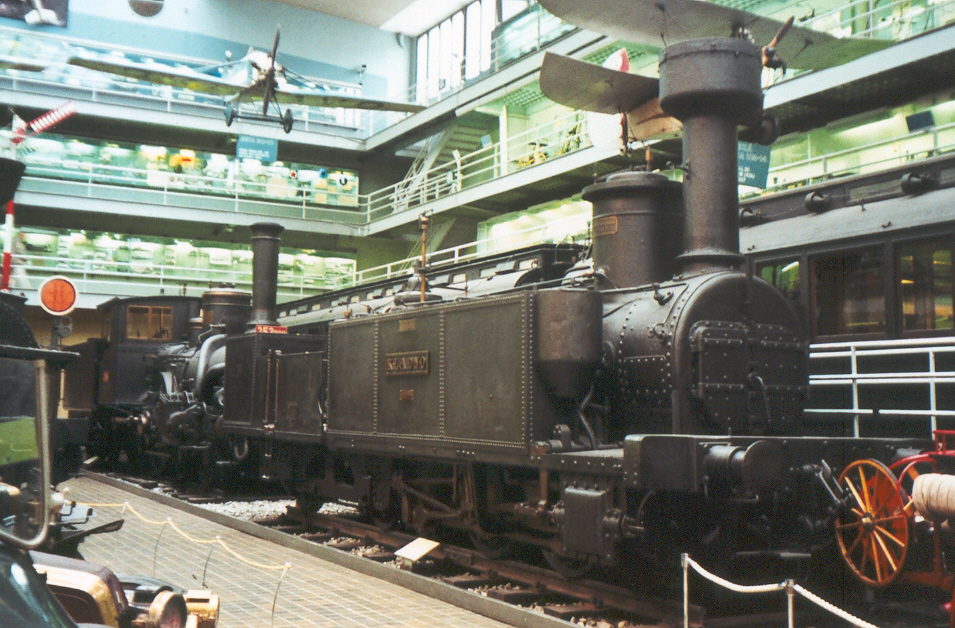
Локомотив Kladno
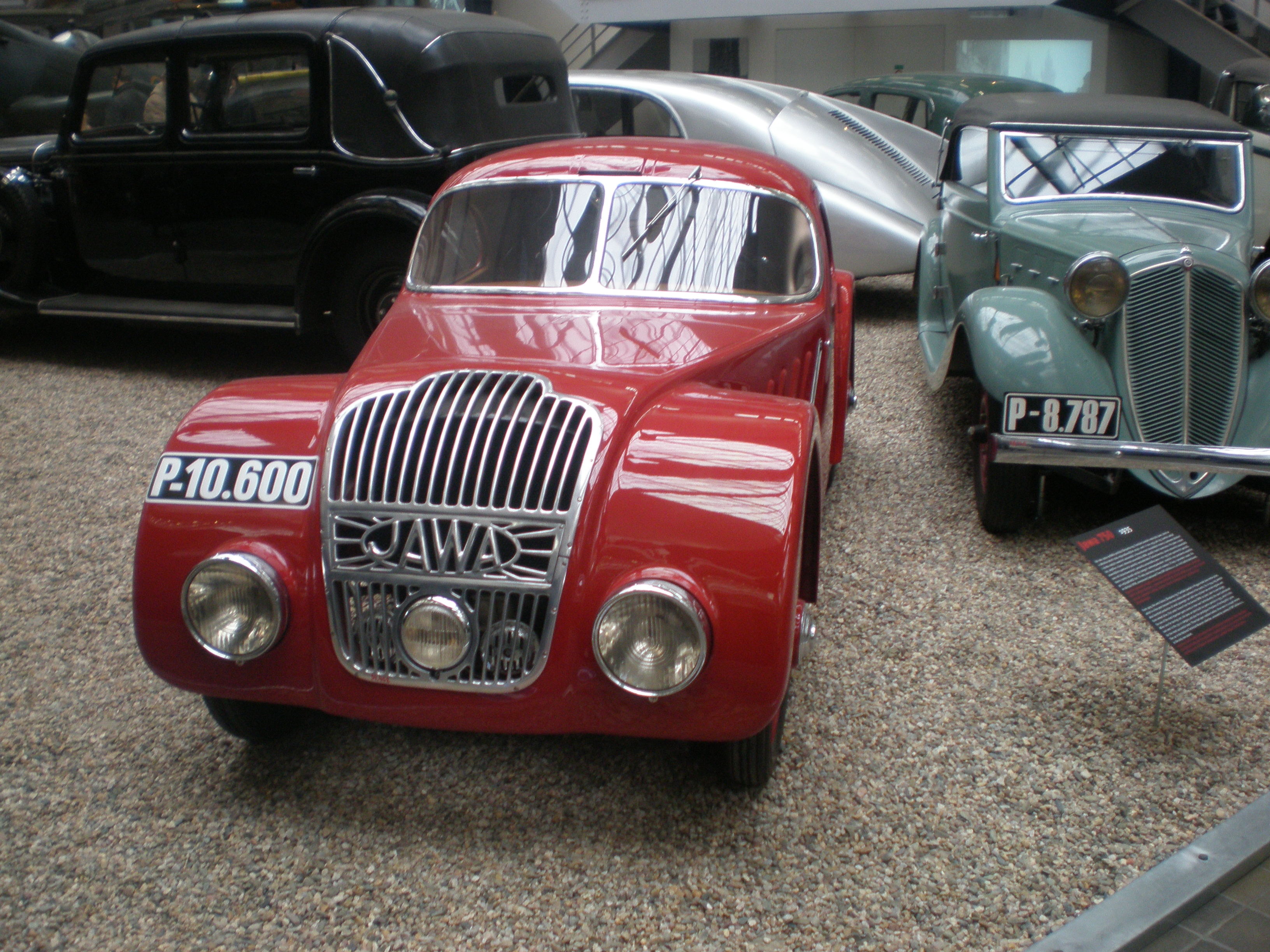
Автомобіль Jawa 750
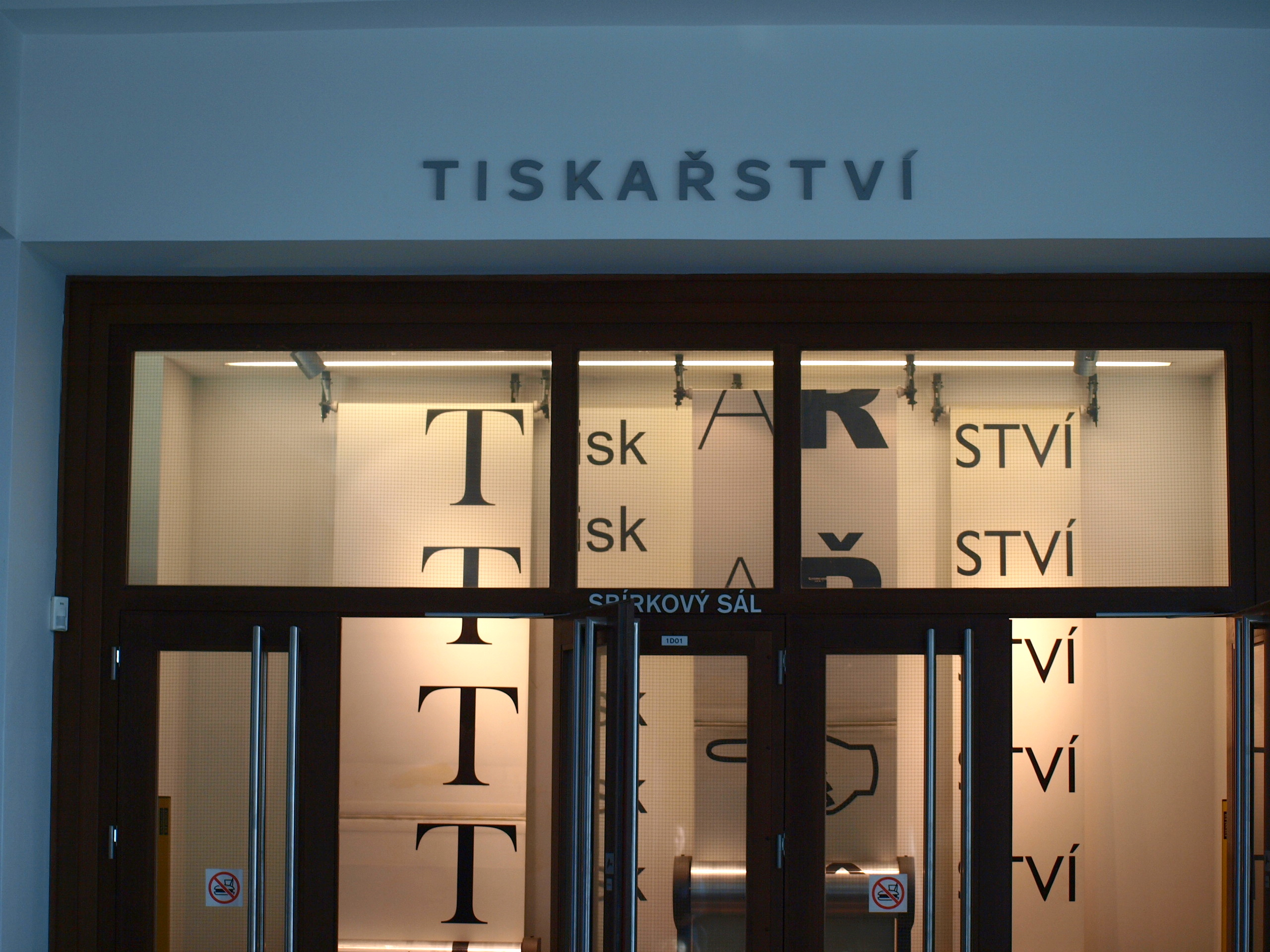
Окремі експонати друкарства
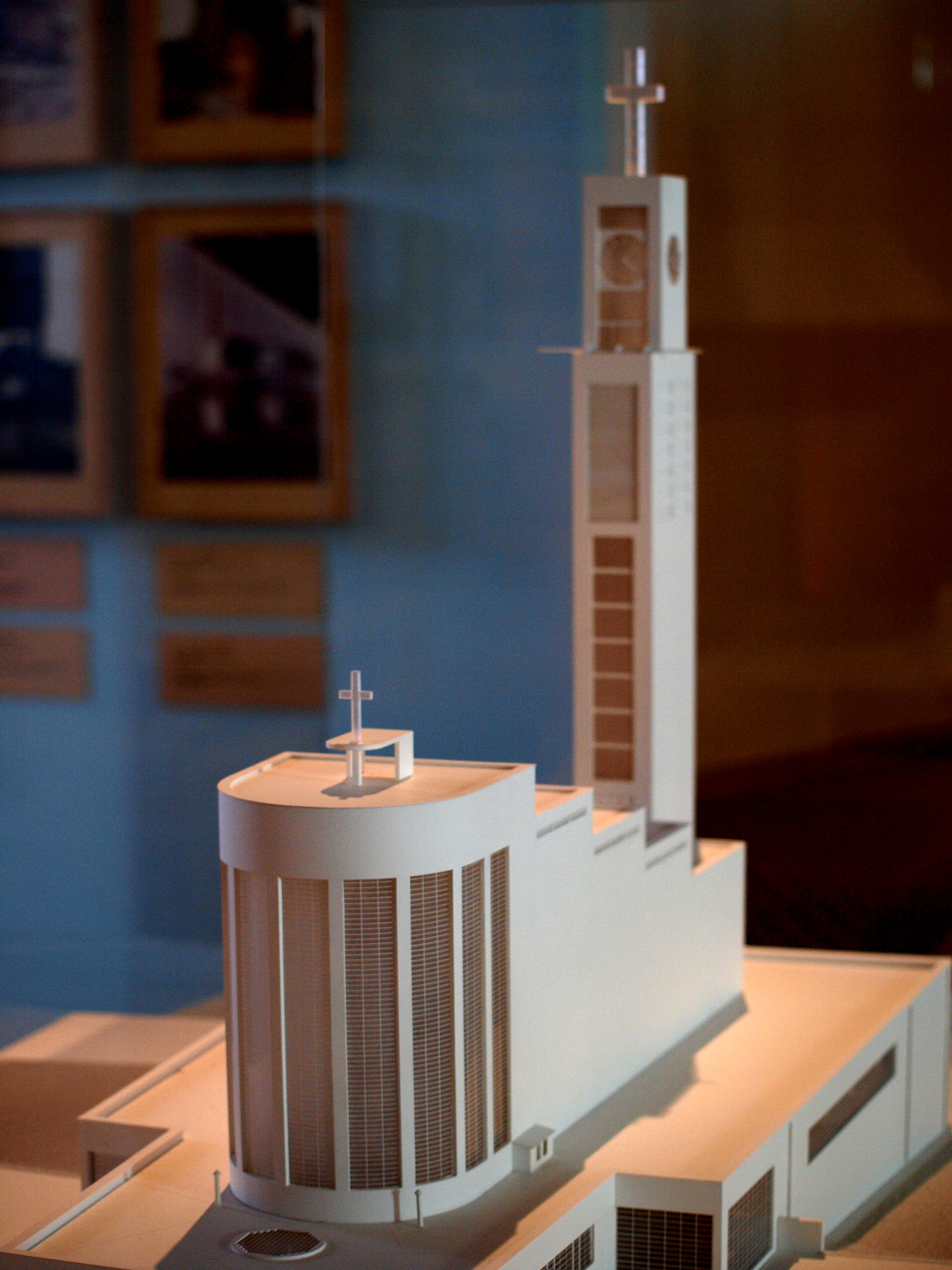
Модель костелу Святого Вацлава (Vršovice)